# 尼科利斯科耶农村居民点 (舍克斯纳区)
尼科利斯科耶农村居民点（俄语：Сельское поселение Никольское）是俄罗斯联邦沃洛格达州舍克斯纳区所属的一个农村居民点。其下辖有21个居民点，行政中心为普罗格列斯。据2015年统计，该农村居民点的人口为998人。